# Neil Borwick
Pour les articles homonymes, voir Borwick.
Neil Borwick, né le 15 septembre 1967 à Redcliffe, est un joueur de tennis professionnel australien.

## Carrière
C'est en double qu'il a réalisé ses principales performances avec deux quarts de finale en Grand Chelem à l'Open d'Australie et à l'US Open en 1992 avec Simon Youl. Sur le circuit ATP, il a remporté un titre à Jakarta en 1994 avec Jonas Björkman et a atteint une finale à Genève. Il a disputé en 1991 les demi-finales du Masters de Cincinnati avec Youl.
Lors du tournoi de Wimbledon 1993, il perd en quatre manches contre le n°1 mondial et futur vainqueur du tournoi Pete Sampras, bien que diminué par une blessure à l'épaule (6-78, 6-3, 7-63, 6-3). À l'US Open, il affronte au premier tour Ivan Lendl qui est forcé d'abandonner au 3e set (4-6, 6-4, 3-1 ab.). L'année suivante, il retrouve l'américain qui dispute le dernier tournoi de sa carrière mais il est nettement battu (7-5, 6-2, 6-3).
En 1992, il atteint les demi-finales du tournoi de Newport. En 1993, il est quart de finaliste à Tokyo après avoir battu Alexander Volkov, 20e mondial. Il dispute en septembre une nouvelle demi-finale, à Kuala Lumpur. Il réalise la semaine suivante la plus belle performance de sa carrière en écartant le n°5 mondial, Boris Becker, au premier tour du tournoi de Sydney Indoors (4-6, 7-66, 6-3).
Sur le circuit secondaire Challenger, il compte à son actif deux tournois en simple (Kuala Lumpur en 1989 et Adélaïde en 1994) et quatre en double.

## Palmarès

### Titre en double messieurs
| No | Date       | Nom et lieu du tournoi  | Catégorie    | Dotation  | Surface    | Partenaire     | Finalistes            | Score    |  |
| -- | ---------- | ----------------------- | ------------ | --------- | ---------- | -------------- | --------------------- | -------- |  |
| 1  | 10-01-1994 | Indonesian Open Jakarta | World Series | 288 750 $ | Dur (ext.) | Jonas Björkman | Jorge Lozano Jim Pugh | 6-4, 6-1 |  |

### Finale en double messieurs
| No | Date       | Nom et lieu du tournoi | Catégorie    | Dotation  | Surface      | Vainqueurs               | Partenaire  | Score    |  |
| -- | ---------- | ---------------------- | ------------ | --------- | ------------ | ------------------------ | ----------- | -------- |  |
| 1  | 10-09-1990 | Geneva Open Genève     | World Series | 225 000 $ | Terre (ext.) | Pablo Albano David Engel | Davis Lewis | 6-3, 7-6 |  |

## Parcours dans les tournois duGrand Chelem

### En simple
| Année | Open d'Australie | Open d'Australie  | Internationaux de France | Internationaux de France | Wimbledon       | Wimbledon    | US Open         | US Open        |
| ----- | ---------------- | ----------------- | ------------------------ | ------------------------ | --------------- | ------------ | --------------- | -------------- |
| 1990  | 2e tour (1/32)   | Udo Riglewski     | —                        | —                        | —               | —            | —               | —              |
| 1993  | 2e tour (1/32)   | Stéphane Simian   | —                        | —                        | 1er tour (1/64) | Pete Sampras | 2e tour (1/32)  | Magnus Larsson |
| 1994  | 1er tour (1/64)  | Younès El Aynaoui | —                        | —                        | —               | —            | 1er tour (1/64) | Ivan Lendl     |
| 1995  | —                | —                 | —                        | —                        | 1er tour (1/64) | Patrick Baur | —               | —              |

N.B. : à droite du résultat se trouve le nom de l'ultime adversaire.

### En double
| Année | Open d'Australie           | Open d'Australie              | Internationaux de France   | Internationaux de France   | Wimbledon                 | Wimbledon                  | US Open                   | US Open               |
| ----- | -------------------------- | ----------------------------- | -------------------------- | -------------------------- | ------------------------- | -------------------------- | ------------------------- | --------------------- |
| 1990  | 2e tour (1/16) Shane Barr  | Scott Davis R. Van't Hof      | —                          | —                          | —                         | —                          | —                         | —                     |
| 1991  | 1er tour (1/32) D. Lewis   | S. DeVries D. Macpherson      | 2e tour (1/16) S. Youl     | Gary Muller Danie Visser   | 1er tour (1/32) Kratzmann | Gustavo Luza Cássio Motta  | 2e tour (1/16) Simon Youl | U. Riglewski M. Stich |
| 1992  | 1/4 de finale Simon Youl   | T. Woodbridge M. Woodforde    | 1er tour (1/32) Simon Youl | Guy Forget H. Leconte      | 1/8 de finale Simon Youl  | T. Woodbridge M. Woodforde | 1/4 de finale Simon Youl  | Jim Grabb R. Reneberg |
| 1993  | 2e tour (1/16) Simon Youl  | J. Eltingh P. Haarhuis        | 1er tour (1/32) Simon Youl | T. Woodbridge M. Woodforde | 2e tour (1/16) Simon Youl | P. McEnroe J. Stark        | 1er tour (1/32) P. Albano | B. Pearce D. Randall  |
| 1994  | 1er tour (1/32) Simon Youl | H.J. Davids Piet Norval       | —                          | —                          | —                         | —                          | —                         | —                     |
| 1995  | 1er tour (1/32) J. Morgan  | O. Kristiansson L-A. Wahlgren | —                          | —                          | —                         | —                          | —                         | —                     |
| 1996  | 1er tour (1/32) A. Painter | P. McEnroe Sandon Stolle      | —                          | —                          | —                         | —                          | —                         | —                     |

N.B. : le nom du ou de la partenaire se trouve sous le résultat ; le nom des ultimes adversaires se trouve à droite.

## Parcours dans lesMasters 1000
| Année | Indian Wells | Miami              | Monte-Carlo | Rome | Hambourg | Canada            | Cincinnati | Stockholm | Paris |
| ----- | ------------ | ------------------ | ----------- | ---- | -------- | ----------------- | ---------- | --------- | ----- |
| 1991  | —            | —                  | —           | —    | —        | 2e tour J. Hlasek | —          | —         | —     |
| 1994  | —            | 1er tour P. Rafter | —           | —    | —        | —                 | —          | —         | —     |

N.B. : sous le résultat se trouve le nom de l’ultime adversaire.